# Paris Bordon
Pàris Paschalinus Bordón, o anche Paride Bordone (Treviso, 5 luglio 1500 – Venezia, 19 gennaio 1571), è stato un pittore italiano del Rinascimento, cittadino della Repubblica di Venezia.

## Biografia

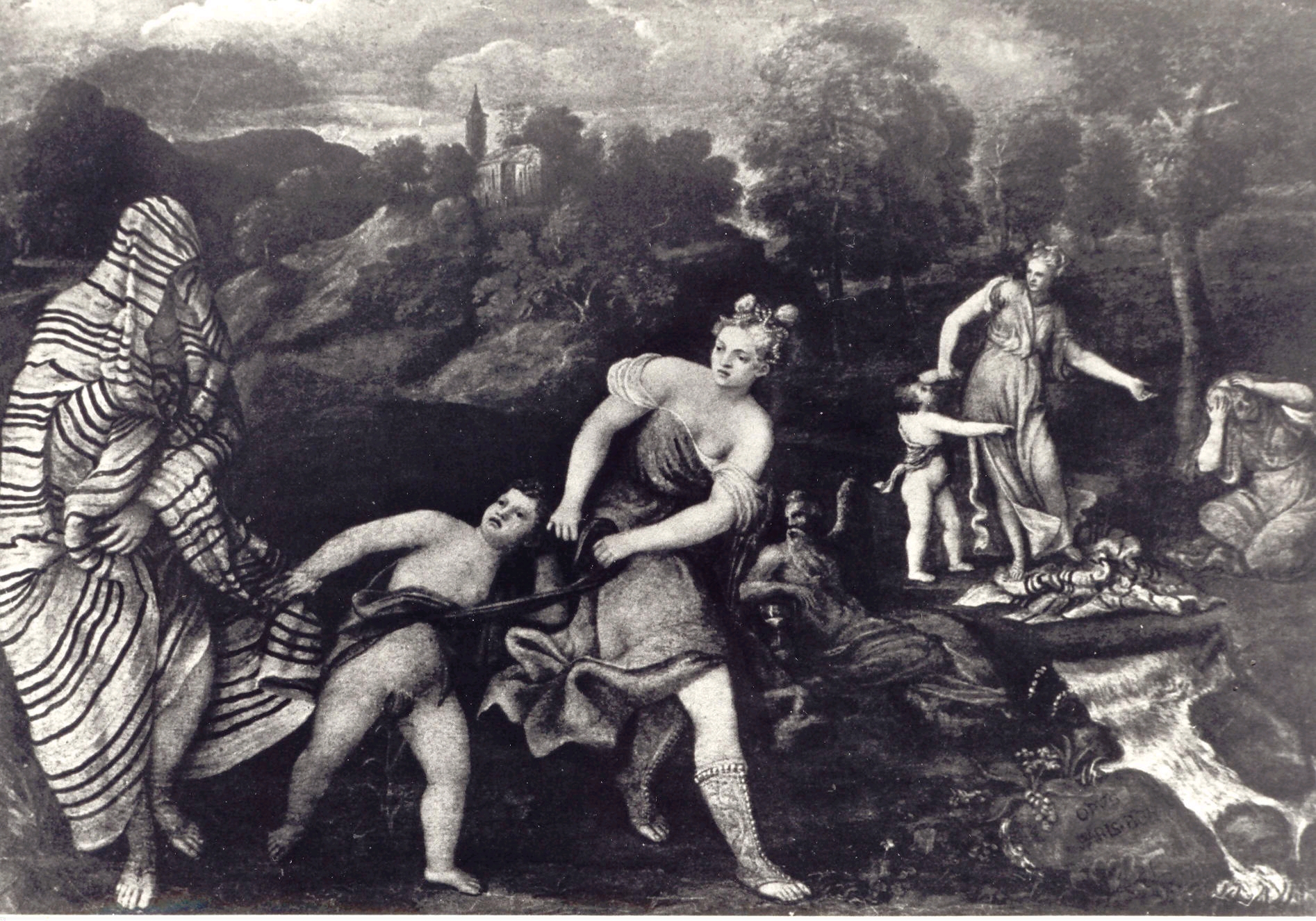
Il Tempo espone la Bellezza.

Paris Bordon nacque a Treviso, ma si trasferì a Venezia già nella tarda adolescenza. Nel capoluogo veneto studiò brevemente e in modo alquanto infelice (secondo il Vasari) con Tiziano. Vasari potrebbe aver incontrato Bordon da vecchio.
Dal 1520 circa, possediamo opere del Bordon, che includono la Sacra Famiglia a Firenze, Sacra Conversazione con Donatore (a Glasgow), e la Sacra Famiglia con santa Caterina (Musei dell'Ermitage). Il Sant'Ambrogio con donatore (1523) è ora a Brera. Nel 1525-1526, realizzò una pala per la chiesa di Sant'Agostino a Crema, una Madonna coi santi Cristoforo e Giorgio (ora nelle collezioni dell'Accademia Tadini a Lovere). Una seconda pala destinata a Crema, la Pentecoste, è ora nella Pinacoteca di Brera.
Nel 1534-1535 (secondo altri nel 1545), dipinse su larga scala il suo più grande capolavoro per la Scuola di San Marco, la Consegna dell'anello al Doge (conservato presso le Gallerie dell'Accademia di Venezia). Ma Bordon eccelse anche nella realizzazione di opere di piccole dimensioni, mostrando mezze figure, con donne e uomini seminudi dalla mitologia o dalle storie religiose in una interazione muscolare, nonostante l'affollato spazio.
Paris Bordon eseguì dipinti murali molto importanti a Venezia, Treviso e Vicenza, ma essi andarono distrutti in seguito ai bombardamenti nella seconda guerra mondiale. Nel 1538, venne invitato in Francia da Francesco I, alla cui corte dipinse numerosi ritratti, anche se nessuna traccia di queste opere si trova nelle collezioni francesi; i due unici ritratti conservati al Louvre sembrano essere infatti acquistati più tardi dal museo. Durante il viaggio di ritorno in Italia, Bordon lavorò anche per il palazzo Fugger ad Augusta.
Negli anni 1542-1543, dopo essere ritornato dalla Baviera, decorò le pareti della chiesa di San Simone e Giuda Taddeo, a Vallada Agordina, con un ciclo di affreschi. Negli anni 1550 si accostò al gusto francese di Antoine Caron come evidenziò nel Combattimento dei gladiatori e nelle due Allegorie.

## Parziale antologia delle opere

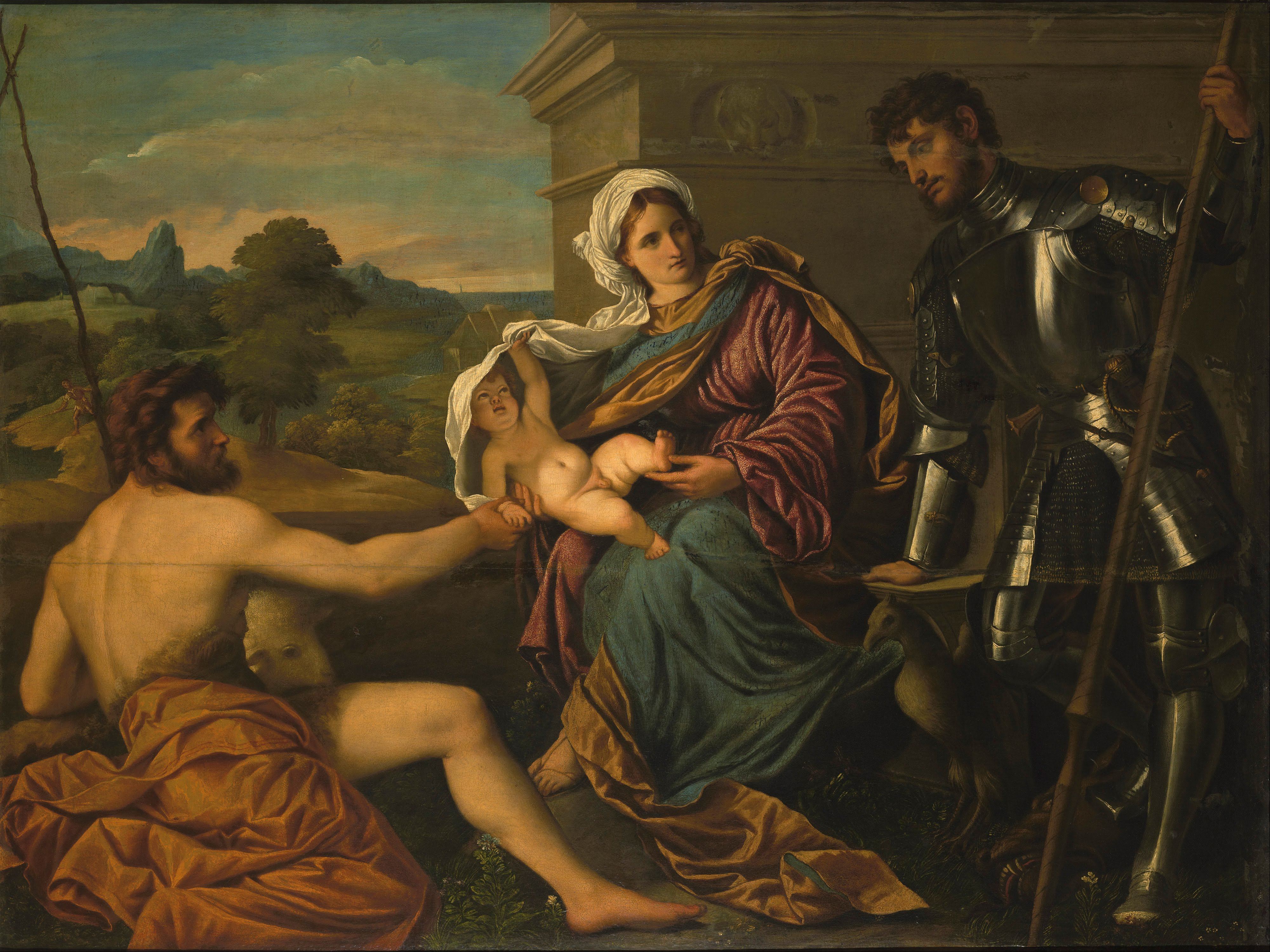
Sacra conversazione con San Giovanni Battista e San Giorgio, Museo Puškin delle belle arti, Mosca.

La National Gallery, a Londra, possiede un Dafni e Cloe e un ritratto di fanciulla, mentre la sua Sacra Famiglia è a Bridgewater House, Inghilterra. Altre sue opere importanti sono la Madonna nella collezione Tadini di Lovere, i dipinti nel Duomo di Treviso, due opere mitologiche alla Galleria Borghese e nel Palazzo Doria Pamphilj a Roma, i Giocatori di scacchi a Berlino, un noto ritratto di superba qualità in possesso dei langravi di Hesse a Kronberg, e un Battesimo di Cristo a Filadelfia.

### Elenco dei dipinti

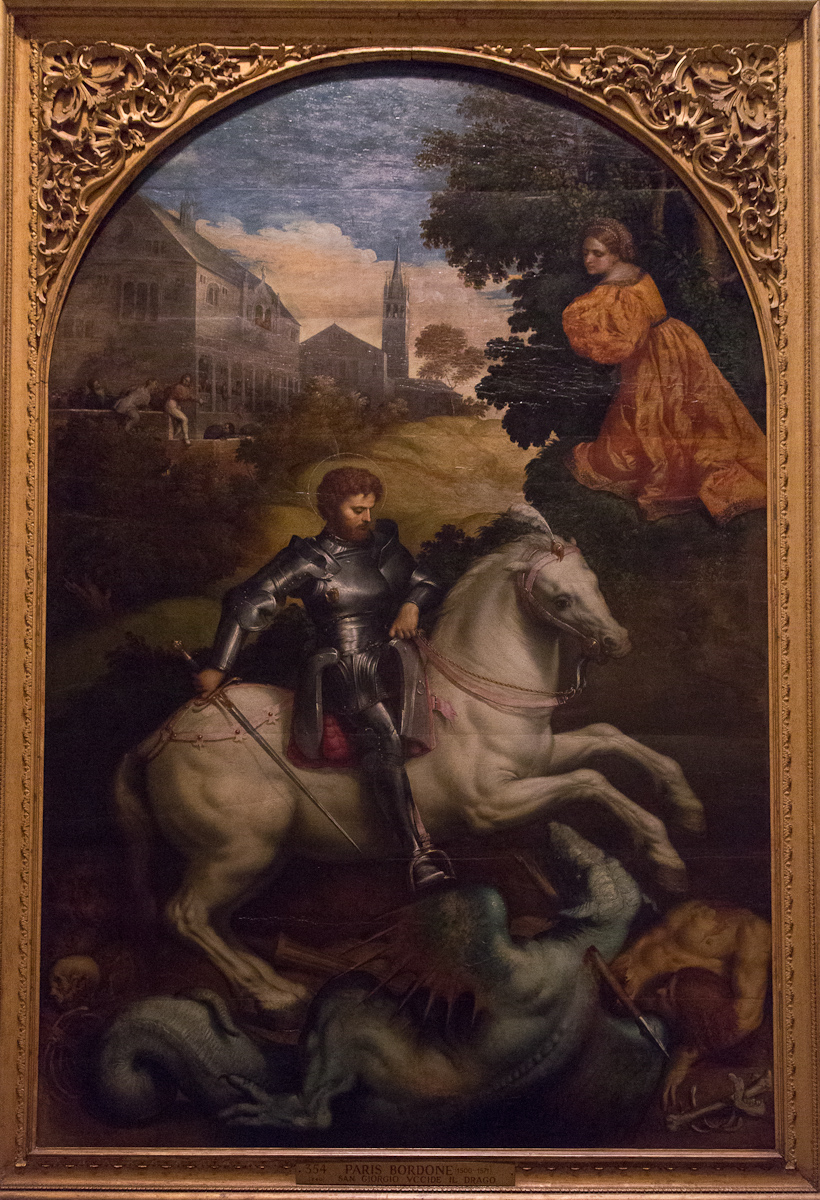
San Giorgio e il drago, Pinacoteca vaticana.

- San Girolamo nel deserto, 1520-1525 circa, olio su tela, 70 x 87 cm, Filadelfia, Museum of Art.
- Madonna con Bambino, San Giorgio e San Cristoforo, nota anche come Pala Manfron, 1525-1527 circa, olio su tela, 210 x 160 cm, Lovere, Accademia Tadini.
- Gli amanti veneziani, 1525-1530, olio su tela, 81 x 86 cm, Milano, Pinacoteca di Brera, sala VII.
- San Giorgio e il drago, 1530 circa, olio su tela, 290 x 189 cm, Città del Vaticano, Pinacoteca vaticana.
- Cristo si accomiata dalla Madonna, 1520, olio su tela trasferito da pannello, 83,2 × 73 cm, Philadelphia, Philadelphia Museum of Art[4].
- San Girolamo, 1520-1525, olio su tela, 70,2 x 87,3 cm, Philadelphia, Philadelphia Museum of Art[5].
- Sacra Conversazione con San Giovanni Battista e San Giorgio, 1530 circa, olio su tela, 90 x 120 cm, Mosca, Museo Puškin delle belle arti[6].
- Consegna dell'anello al Doge, 1534 o 1545, olio su tela, 370 x 301 cm, Venezia, Gallerie dell'Accademia.
- Madonna con Bambino e santi, 1535 circa, olio su tavola di pioppo, 296 x 179 cm, Berlino, Gemäldegalerie.
- Madonna con bambino e santi, 210 x 136 cm, Berlino, Bode-Museum.

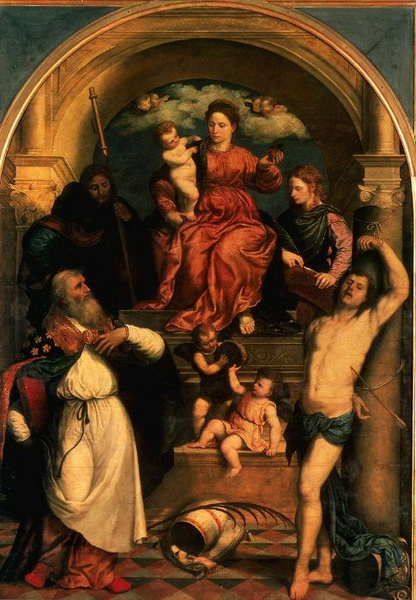
Madonna con Bambino e santi; a sinistra Papa Fabiano e San Rocco; a destra San Sebastiano e Santa Caterina d'Alessandria, olio su tavola, 1535 circa, Berlino, Gemäldegalerie.

- Battesimo di Cristo, 1535-1540, olio su tela, 129,5 x 132 cm, Washington, National Gallery of Art.
- Madonna con Bambino, San Giuseppe e San Giovannino, Feltre, Museo Civico.
- Venere addormentata con Cupido, 1540, olio su tela, 86 x 137 cm, Venezia, Ca' d'Oro, Galleria Franchetti.
- Ritratto di una giovane, 1540-1560, olio su tela, 103 x 83 cm, Madrid, Museo Thyssen-Bornemisza.
- Ritratto di donna (Balia dei Medici), 1545-1550, olio su tavola, 107 x 83 cm, Firenze, Palazzo Pitti, Galleria Palatina.
- Annunciazione, 1545-1550, olio su tela, 102 x 196 cm, Caen, Musée des Beax-Arts.
- Perseo armato da Mercurio e Minerva, 1545-1555, olio su tela, 104 x 154 cm, Birmingham, Museum of Art.
- Betsabea al bagno, 1549 circa, olio su tela, 234 x 217 cm, Colonia, Wallraf-Richartz Museum.
- Affreschi di San Simon, 1549, Vallada Agordina, Chiesa di San Simon.
- Riposo durante la fuga in Egitto con san Gerolamo, 1550 circa, olio su tela, 83,8 x 99 cm, Londra, Simon Dickinson.
- Apparizione della Sibilla ad Augusto, 1550 circa, olio su tela, 165 x 230 cm, Mosca, Museo Puškin delle belle arti[7].
- Allegoria con Marte, Venere, Vittoria e Cupido, 1560 circa, olio su tela, 110 x 131 cm, Vienna, Kunsthistorisches Museum[8].
- Allegoria con Marte, Venere, Flora e Cupido, 1560 circa, olio su tela, 110 x 176 cm, Vienna, Kunsthistorisches Museum[9].
- Combattimento di gladiatori, 1560 circa, olio su tela, 218 x 329 cm, Vienna, Kunsthistorisches Museum[10].
- Ragazza alla toilette, 1550 circa, olio su tela, 124 x 103 cm, Vienna, Kunsthistorisches Museum[11].
- Donna con il mantello verde, 1550 circa, olio su tela, 102 x 77,5 cm, Vienna, Kunsthistorisches Museum[12].
- Venere e Adone, 1560 circa, olio su tela, 115 x 131 cm, Vienna, Kunsthistorisches Museum[13].
- Ninfa e cacciatore, 1550-1560, olio su tela, 45 x 61 cm, Vienna, Kunsthistorisches Museum[14].
- Ritratto di Nikolaus Körbler, 1532, olio su tela, 100 x 78 cm, Vienna, Liechtenstein Museum.
- Ritratto di uomo con barba, 1533, olio su tela, 98 x 84 cm, Vienna, Liechtenstein Museum.
- Ritratto di Thomas Stachel, 1540, olio su tela, 107 x 86 cm, Parigi, Museo del Louvre.
- Allegoria, 1558-1560, olio su tela, 110 x 131 cm, San Pietroburgo, Ermitage.
- Venere, Marte e Cupido, 1559-1560, olio su tela, 118 x 130,5 cm, Roma, Galleria Doria Pamphilj.
- Sacra Famiglia e Santa Caterina d'Alessandria, Milano, Chiesa di Santa Maria delle Grazie.
- Sacra Famiglia e San Girolamo, Milano, Chiesa di Santa Maria dei Miracoli.
- Sacra Conversazione, Biancade, Chiesa di San Giovanni Battista.
- Battesimo di Cristo, Milano, Pinacoteca di Brera, sala XIV.

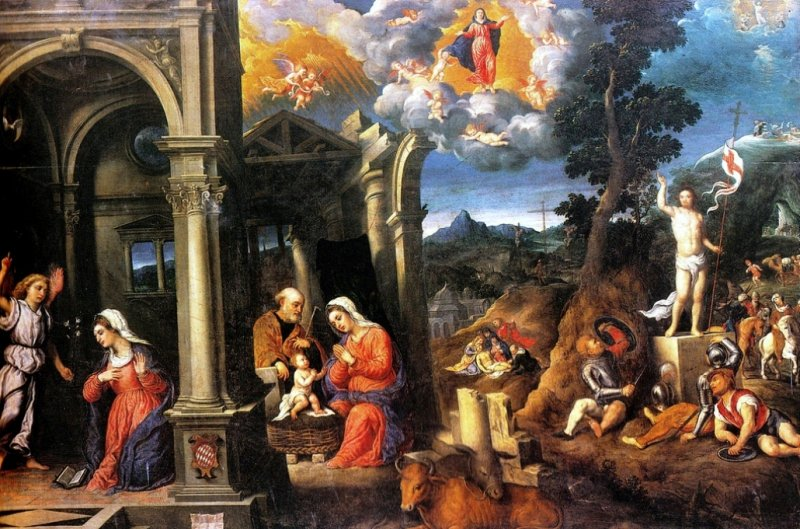
Sacri Misteri, Duomo di Treviso.

- La Vergine raccomanda san Domenico al Redentore, Milano, Pinacoteca di Brera, sala XIV.
- Sacra Famiglia con sant'Ambrogio che presenta un offerente, Milano, Pinacoteca di Brera, sala XIV.
- Pentecoste, Milano, Pinacoteca di Brera, sala XIV.
- Ritratto di gioielliere, olio su tela, 98 x 80,5 cm, Monaco di Baviera, Alte Pinakothek.
- Dafni e Cloe, 1535 circa, olio su tela, 112 × 174 cm, Varsavia, Porczyński Gallery.
- Sacra Famiglia con Santa Elisabetta, San Giovannino e San Zaccaria, 1550-1555, olio su tela, 72,2 x 99 cm, Collezione Borromeo, Isola Bella, Stresa.
- Sacri misteri, 1551, olio su tavola, 86,5 x 129 cm, Treviso, Duomo.
- Venere, Flora, Marte e Cupido, 1550 circa, 108 x 129 cm, San Pietroburgo, Ermitage.
- Gentiluomo con signora e figlia, 1550 circa, ?? x ?? cm, Chatsworth House, Derbyshire.
- Madonna con Bambino e san Sebastiano, ??, olio su tavola, 27 x 26,7 cm, Auckland, Art Gallery Toi O Tamaki.
- Battesimo di Cristo, ??, olio su tela, 110x136 cm, Collezione privata, Asta 2 dicembre 2004, Finarte, Milano.